# Diego Cusi Huamán

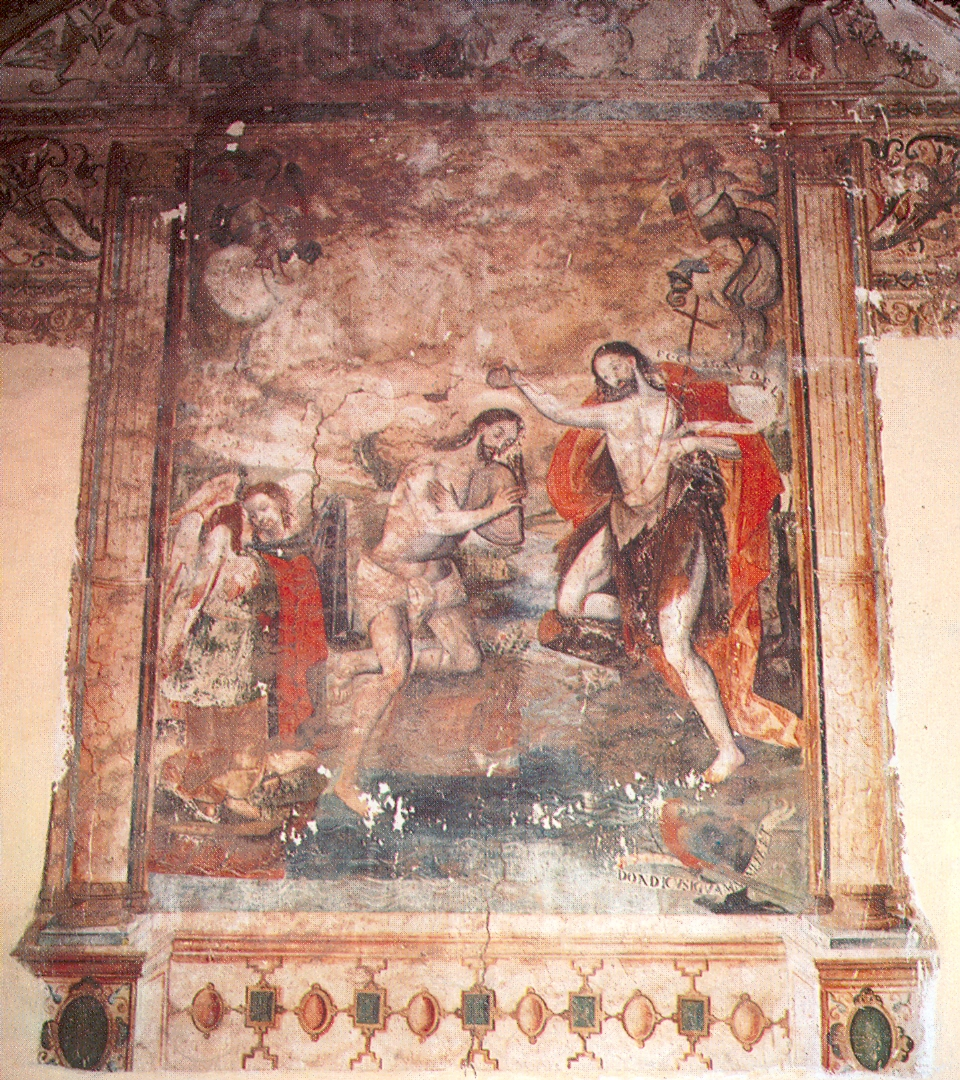
Bautismo de Cristo, pintura mural en el baptisterio de la iglesia de Urcos.

Diego Cusi Huamán fue un pintor muralista peruano activo en las primeras décadas del siglo XVII, perteneciente a la llamada escuela cuzqueña de pintura.
Considerado uno de los pioneros de la pintura mural colonial en el Perú, entre 1603 y 1607 trabajó en el presbiterio de la iglesia de Chinchero por encargo de su párroco, el licenciado Mejía. La decoración comprende una Coronación de la Virgen y un conjunto de grutescos en el friso y arco triunfal, en el que aparece la firma «por mano de don Diego», identificado con Cusi Huasmán por Teresa Gisbert y José de Mesa por la semejanza de estilo con la otra obra firmada, el Bautismo de Cristo de la iglesia de Urcos, en la que trabajó algo más tarde. Su pintura, de un «italianismo provincial y arcaizante», se apoya en estampas, como es evidente en el mural del Bautismo de Cristo copiado de una composición de Mateo Pérez de Alesio grabada por Pedro Perret, de la que también se había servido Bernardo Bitti en la iglesia de San Juan de Juli.

## El Baptisterio de Urcos
La decoración mural del baptisterio de Urcos muestra la representación del Bautismo de Cristo. La imagen, según Pablo Macera, está organizada en función de una diagonal sobre la que construye dos movimientos: «Uno ascensional de izquierda a derecha a partir del ángel. Y otro en sentido inverso determinado por la posición del Bautista y los recursos de iluminación... Por lo demás el mural de Urcos evidencia las dificultades que su autor tuvo para aprender los dictados europeos. Cusihuamán acertó en el color, pero luchó con la musculatura del desnudo y los problemas del escorzo».
La obra está firmada en una cinta sujeta por un loro. Se lee: "DON Dº CUSI GUAMAN ME FACIT". Este tipo de firma la usa Alesio, quien a su vez la copia de Durero. Cusi Huamán es el primer maestro indígena cusqueño que lo hace, luego lo usará Diego Quispe Tito.